# Ladislav Šourek
Ladislav Šourek (21. září 1880 Praha – 21. září 1959 Praha) byl český právník, bankéř, diplomat a podnikatel, jeden ze zakladatelů Radiojournalu (předchůdci Československého rozhlasu), kde v letech 1925 až 1938 působil jako faktický ředitel. V rámci své finančnické kariéry zastával vysoké pozice v Živnostenské bance, roku 1919 se pak stal ředitelem Pražské úvěrní banky.

## Život

### Mládí
Narodil se v Praze, po dosažení středního vzdělání vystudoval Právnickou fakultu UK, kde dosáhl titulu doktora práv.

### Živnostenská banka
Posléze nastoupil Šourek na místo úředníka Živnostenské banky se sídlem na pražských Příkopech za působení ředitele Apolla Růžičky. Banka se původně zaměřovala na financování malých a středních českých podniků, a také byla zastřešující organizací sítě malých českých spořitelních a úvěrových družstev. Financována výhradně českými podílníky, její vznik měl tedy v rámci české národní emancipace podstatný význam. Se svým růstem se banka pouštěla do větších finančních operací, například úvěrování průmyslových podniků. Pro tyto procesy bylo v bance roku 1917 zřízeno hypoteční a průmyslové oddělení, jehož se Šourek stal ředitelem. V době probíhající první světové války odmítal Šourek spolu s ředitelem Růžičkou poskytovat válečné úvěry rakousko-uherské vládě, za což byli oba a další úředníci Živnobanky trestně stíhání.
Po vzniku samostatného Československa roku 1918 pak roku 1919 přijal místo generálního ředitele Pražské úvěrní banky, druhého největšího českého bankovního ústavu v zemi, v této pozici se začal věnovat především zahraničnímu obchodu. Díky svým schopnostem a jazykové vybavenosti nastoupil roku 1922 na Ministerstvo zahraničních věcí vedené tehdejším ministrem Edvardem Benešem, následně působil ve Francii, kde se v Paříži zabýval hospodářskou agendou.

### Radiojournal

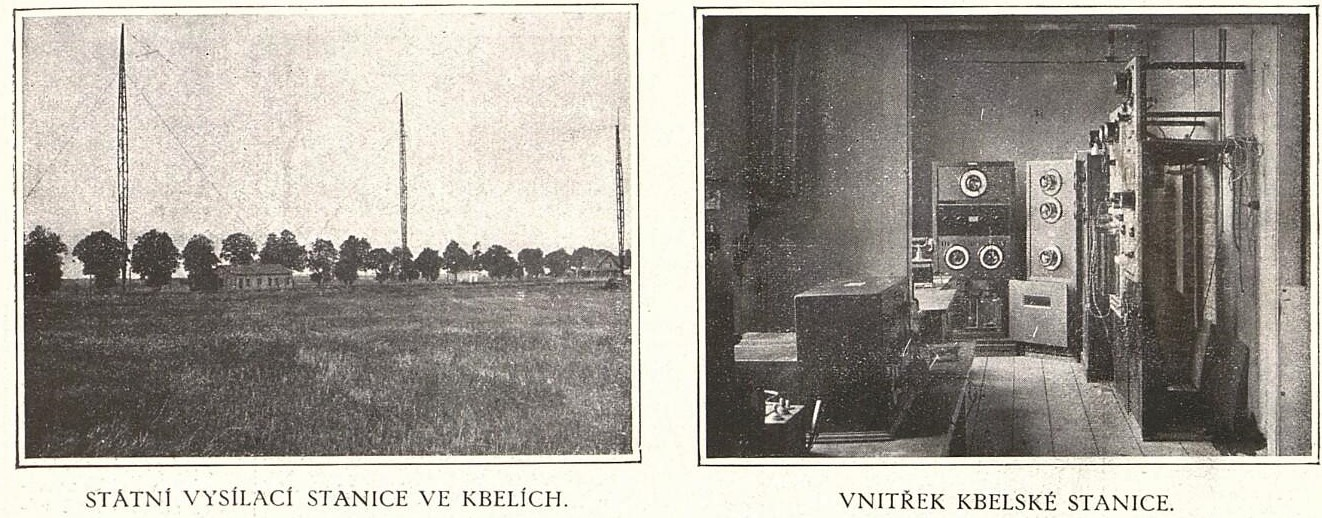
Vysílač Radiojournalu ve Kbelích (1924)

Šourek následně začal projevovat zájem o rozvíjející se obor rozhlasového vysílání. Po svém návratu z Francie se stal členem správní rady společnosti Radioslávie, kryté kapitálem 500 000 Kčs, která se zabývala výrobou a prodejem radiopřijímačů. Počátkem roku 1923 pak spolu s podnikatelem Eduardem Svobodou a Milošem Čtrnáctým založili soukromou společnost Československé zpravodajství radiotelefonické, spol. s r. o., posléze přejmenovanou na Radiojournal, která si dala za cíl vytvoření pravidelného českého rozhlasového vysílání. Firma následně získala i povolení od Ministerstva pošt a telegrafů. Předsedou jednatelského sboru Radiojournalu se stal Richard Gemperle, jinak ředitel Křižíkových závodů, technickým ředitelem Svoboda, programovým Čtrnáctý.
Pravidelné vysílání bylo zahájeno 18. května 1923 ve 20.15 hod. z provizorního studia krytého plátěným stanem v blízkosti letiště Kbely u Prahy. Československo se tak po Velké Británii a její BBC, která vznikla roku 1922, stalo druhou evropskou zemí, kde začal veřejně a pravidelně rozhlas vysílat. První den zajišťoval živý program orchestr pražského kina Sansoucci a operní pěvkyně Růžena Topinková.

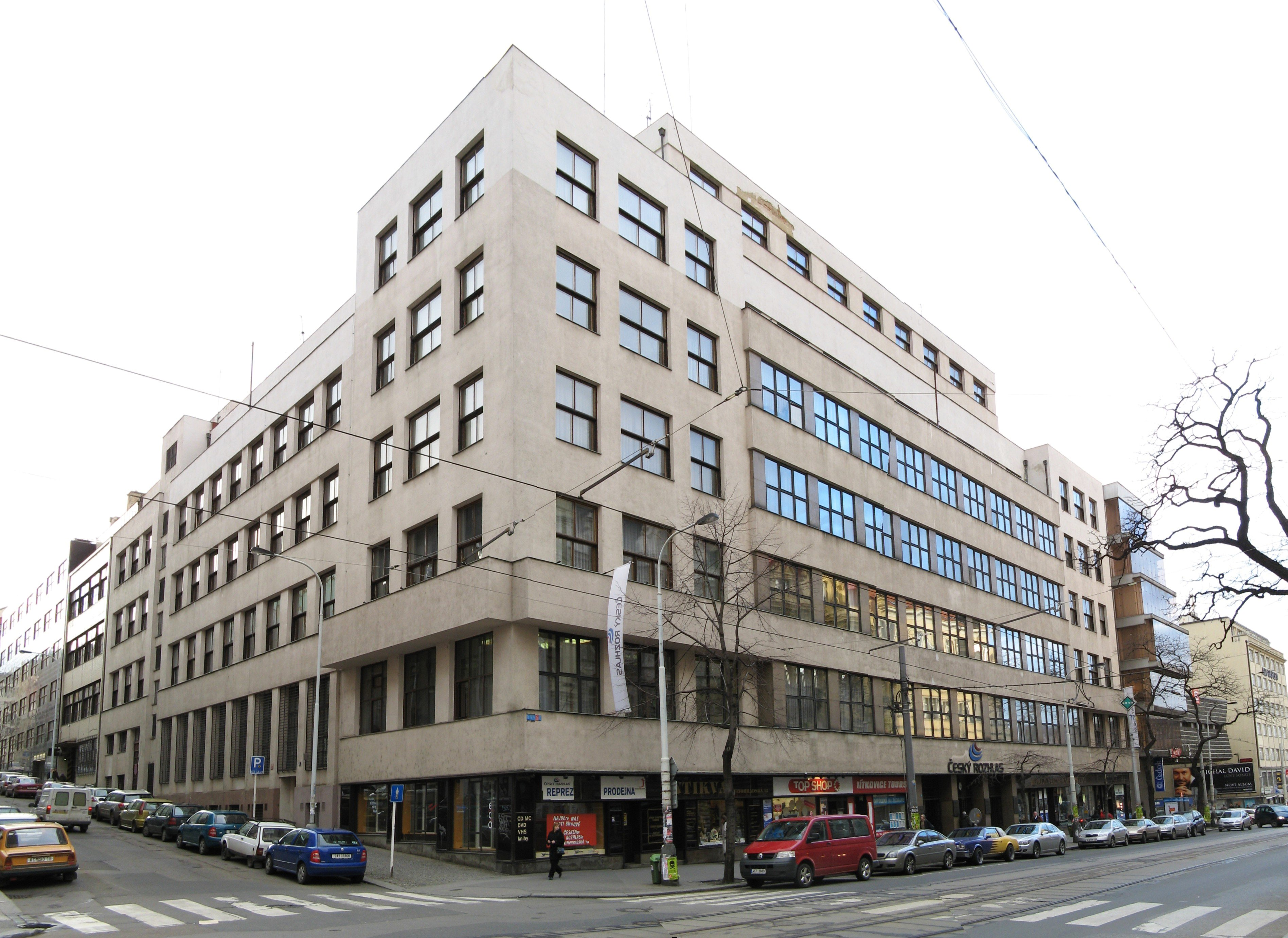
Hlavní budova někdejšího Radiojournalu v Praze ve Vinohradské ulici

Roku 1925 si československá vláda plně uvědomila význam a mediální sílu rozhlasu a rozhodla o majetkovém vstupu státu do společnosti. Téhož roku se Ladislav Šourek stal předsedou jednatelského sboru firmy (de facto ředitelem). Vysílání z Kbel bylo ukončeno v únoru 1925, následně bylo studio postupně zřizováno v několika budovách v centru Prahy. Jako partnera získal Šourek pro firmu nově založenou Banku československých legií.
Na konci roku 1933 se Radiojournal přestěhoval do nově postavené budovy Ředitelství pošt a telegrafů ve Vinohradské ulici č. 12, dnešního sídla Českého rozhlasu. Z Radiojournalu, který postupně začal vysílat také z Brna, Bratislavy, Košic a Moravské Ostravy, se tak stal nejmodernějším a plošným sdělovacím prostředkem, který měl mimořádný společenský význam, druhé polovině třicátých let bylo do československé rozhlasové sítě přihlášeno už jeden milion koncesionářů a úspěšně postupovala také radiofikace škol a úřadů. Pracovala zde řada osobností nově se rodící profese rozhlasových žurnalistů, včetně reportéra a hlasatele Adolfa Dobrovolného. Šourek rovněž osobně pronášel příležitostné projevy ředitele do vysílání.
Roku 1938 došlo k organizačním změnám ve struktuře společnosti, nepřímo souvisejícími s událostmi spojenými se vznikem tzv. Druhé republiky. Šourek na svou vedoucí funkci rezignoval v listopadu, 28. prosince 1938 schválila valná hromada Radiojournalu změnu názvu společnosti na Česko-slovenský rozhlas.

### Úmrtí
Ladislav Šourek zemřel v Praze 17. září 1959 ve věku 78 let. Pohřben byl pravděpodobně v Praze.